# Assemblée générale de l'Union astronomique internationale de 1925
2e assemblée générale de l'Union astronomique internationale
La 2e assemblée générale de l'Union astronomique internationale s'est tenue du 14 au 22 juillet 1925 à Cambridge, en Angleterre, au Royaume-Uni.